# Sparkasse Kinzigtal
Die Sparkasse Kinzigtal ist eine öffentlich-rechtliche Sparkasse mit Sitz in Haslach in Baden-Württemberg. Ihr Geschäftsgebiet liegt im Kinzigtal im Ortenaukreis, von Ohlsbach bis Hornberg. Die Sparkasse Kinzigtal entstand zum 1. Januar 2021 aus dem Zusammenschluss der Sparkasse Haslach-Zell und der Sparkasse Gengenbach.

## Organisationsstruktur
Die Sparkasse Kinzigtal ist eine Anstalt des öffentlichen Rechts. Rechtsgrundlagen sind das Sparkassengesetz für Baden-Württemberg und die Satzung der Sparkasse. Organe der Sparkasse sind der Vorstand, der Verwaltungsrat und der Kreditausschuss. Träger der Sparkasse Kinzigtal sind die Städte Gengenbach, Haslach im Kinzigtal, Hausach, Hornberg und Zell am Harmersbach sowie die Gemeinden Berghaupten, Biberach, Fischerbach, Gutach, Hofstetten, Mühlenbach, Nordrach, Oberharmersbach, Ohlsbach und Steinach. Den Vorsitz der Trägerversammlung und somit den Vorsitz des Verwaltungsrats übernehmen jährlich abwechselnd die Bürgermeister von Haslach und Gengenbach. 

## Geschäftszahlen
Die Sparkasse Kinzigtal betreibt als Sparkasse das Universalbankgeschäft. 
Die Sparkasse Kinzigtal wies im Geschäftsjahr 2024 eine Bilanzsumme von 1,83 Mrd. Euro aus und verfügte über Kundeneinlagen von 1,366 Mrd. Euro. Gemäß der Sparkassenrangliste 2024 liegt sie nach Bilanzsumme auf Rang 246. Sie unterhält 16 Filialen/Selbstbedienungsstandorte und beschäftigt 245 Mitarbeiter.

## Sparkassen-Finanzgruppe
Die Sparkasse Kinzigtal ist Teil der Sparkassen-Finanzgruppe. Die Sparkasse vermittelt daher z. B. Bausparverträge der LBS, Investmentfonds der Deka und Versicherungen. Die Funktion der Sparkassenzentralbank nimmt die LBBW wahr.